# Woods Mobilette

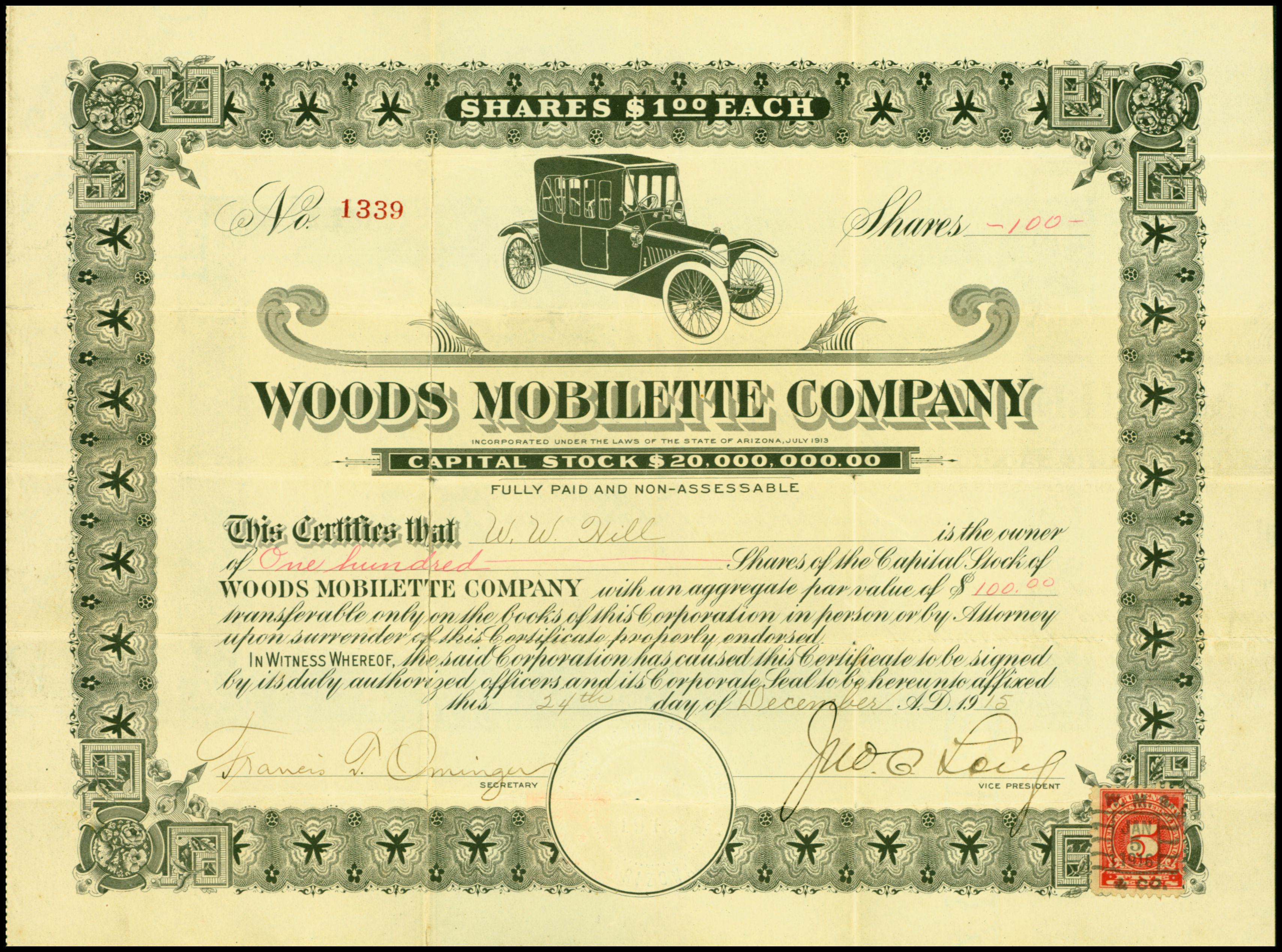
Aktie der Woods Mobilette Company vom 24. Dezember 1915

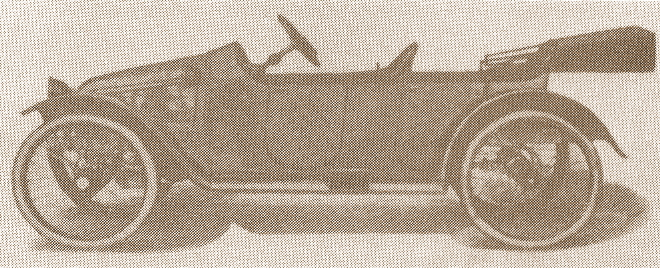
Woods Mobilette No. 3 (1914)

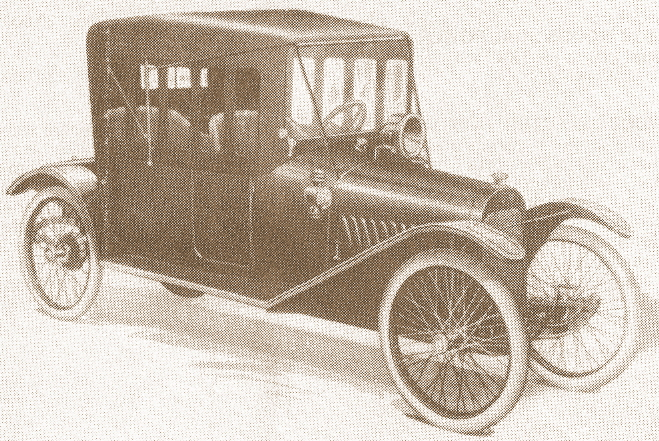
Woods Mobilette No. 5 (1916)

Die Woods Mobilette Company war ein US-amerikanischer Automobilhersteller in Harvey (Illinois).

## Beschreibung
Das Unternehmen wurde von den Brüdern Francis A. Woods gegründet und stellte von 1913 bis 1916 Kraftfahrzeuge her. Eine Quelle gibt exakt den 8. Juli 1913 als Gründungstag an. Bereits 1910 hatte Woods eines der ersten US-amerikanischen Cyclecars entworfen, den Woods Mobilette No. 1. 18 Monate später entstand Woods Mobilette No. 2, beides Prototypen, die mit einem Reihenvierzylindermotor mit 12 bhp (8,8 kW) motorisiert waren. 68,2625 mm Zylinderbohrung und 74,6125 mm Kolbenhub ergaben 1092 cm³ Hubraum. Damit wurde das Hubraumlimit von 1100 cm³ für Cyclecars knapp eingehalten.
1913 entstanden Woods Mobilette No. 3 und No. 4, die ersten Wagen von Woods, die in Serie gefertigt wurden. Die Wagen waren mit einem wassergekühlten Vierzylindermotor ausgestattet, der ebenfalls 12 bhp (8,8 kW) leistete. Hier ergaben 63,5 mm Bohrung und 101,6 mm Hub 1287 cm³ Hubraum. Sie hatten ein Stirnradgetriebe und eine Kardanwelle zur Hinterachse. Der Radstand betrug 2591 mm und als Aufbau stand ein zweisitziger Roadster in Tandemanordnung zur Verfügung. Im August 1914 wurden monatlich 1000 Stück hergestellt. Ende 1915 wurde die Fertigung zu Gunsten von Woods Mobilette No. 5 eingestellt. 1916 erschien Woods Mobilette No. 5. Der Radstand war auf 2642 mm gewachsen und es gab ein festes Dach. Auf Wunsch wurden elektrische Beleuchtung und ein elektrischer Anlasser angeboten.
Der Verkaufspreis für alle Woods Mobilette lag bei US$ 380,–. Die Fertigungszahlen waren seit 1914 stetig gefallen und Ende 1916 gab die Woods Mobilette Company ihre Aktivitäten auf. Die für 1917 angekündigten Modelle gingen nicht mehr in Produktion.

## Modelle
| Modell        | Bauzeitraum | Zylinder | Leistung        | Radstand | Aufbauten                 |
| ------------- | ----------- | -------- | --------------- | -------- | ------------------------- |
| No. 3 / No. 4 | 1913–1915   | 4 Reihe  | 12 bhp (8,8 kW) | 2591 mm  | Roadster 2 Sitze (Tandem) |
| No. 5         | 1916        | 4 Reihe  | 12 bhp (8,8 kW) | 2642 mm  | Runabout 2 Sitze (Tandem) |